# Maritza Martén
Maritza Martén, född den 17 augusti 1963, är en kubansk före detta friidrottare som tävlade i diskuskastning.
Marténs främsta merit är hennes guld vid Olympiska sommarspelen 1992 i Barcelona efter att ha kastat 70,06 meter. Hon var i final vid VM 1991 men slutade då på tionde plats. Hon vann guldet vid Panamerikanska spelen två gånger - 1987 och 1995.

## Personliga rekord
- Diskuskastning - 70,68 meter